# ميخائيل فرويند
ميخائيل فرويند (بالألمانية: Michael Freund)‏ هو مؤرخ ألماني، ولد في 18 يناير 1902 في فايلهايم إن أوبربايرن في ألمانيا، وتوفي في 15 يونيو 1972 في كيل في ألمانيا.

## وصلات خارجية
- ميخائيل فروند على موقع مونزينجر (الألمانية)